# بابييون كريويو

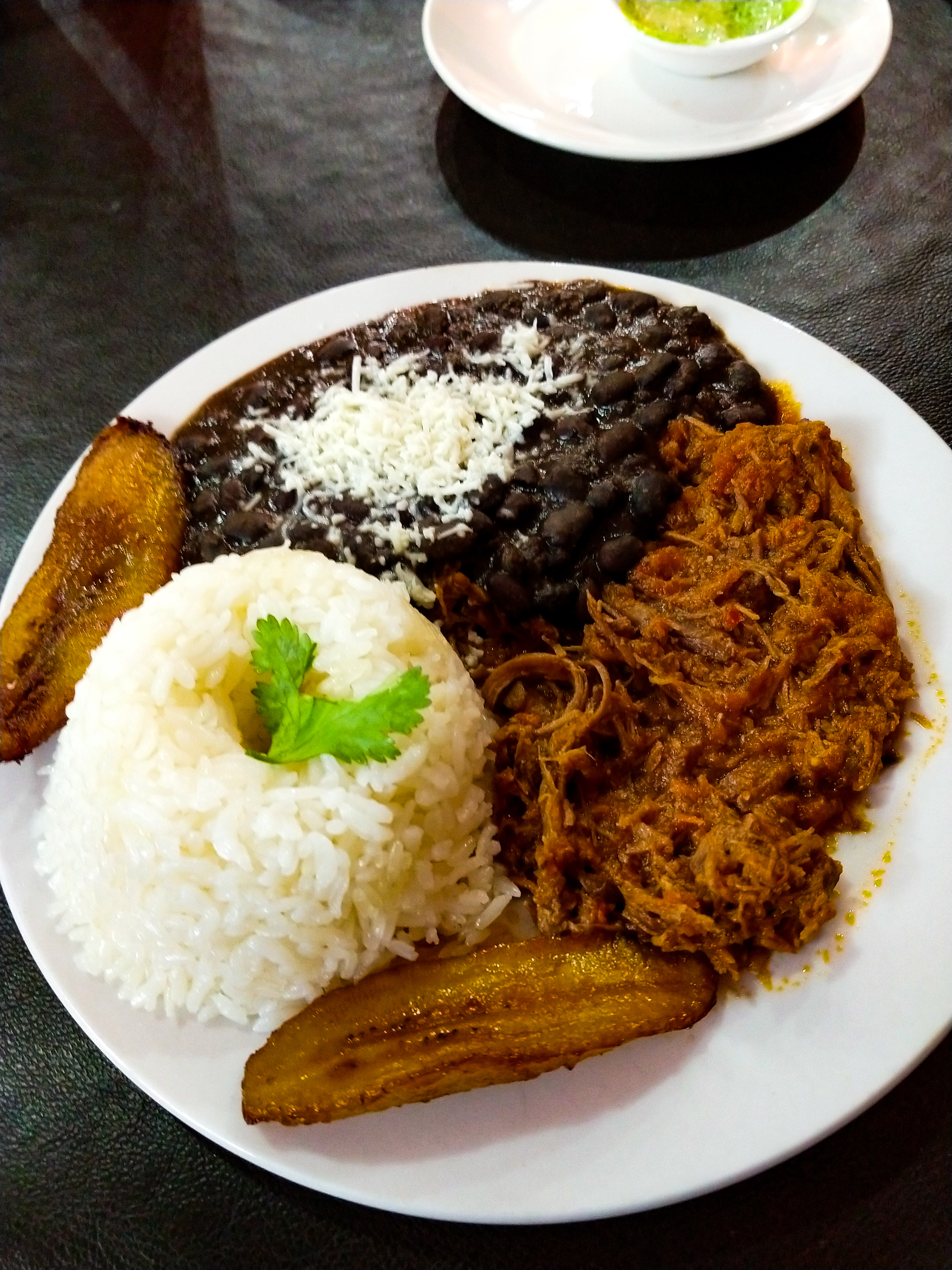
فاصوليا سوداء مع مبشور كويلو ، لحم مبشور ، شرائح موز وأرز

بابيون كريويو هي الطبق الوطني في فنزويلا، وهي أيضا النسخة المحلية من «الأرز والفاصوليا» ذلك المزيج المعروف في منطقة الكاريبي كلها. وهو عبارة عن طبق من الأرز ولحم البقر المقدد في الحساء وحبوب الفاصوليا سوداء اللون.

## تنوع الوصفات
من الإضافات الشائع استخدامها في هذا الطبق موز الجنة (قطع موز الجنة المقلية) أو البيض المقلي. وهذان المكونان أكسبا الطبق أسماء مختلفة كـ «بابيون كون بارانداس» حيث توضع شرائح طويلة من الموز على جانبي الطبق بخفة لحفظ الطعام من السقوط من الصحن. و«بابييون آ كابايو» وتعني وجود البيض المقلي في الأعلى (حيث كلمة كابايو تعني فروسية). إلى جانب هذين المكونين، يضيف البعض مواد أخرى كإضافة حبيبات السكر على الفاصوليا والجبنة فوق الفاصوليا أو صلصة حارة على اللحم.
يمكن استبدال اللحم المقطع بلحم خنزير الماء أو كيامن أو سمك المياه العذبة. وهذا يتوقف على الأذواق المختلفة والمنطقة وحتى المواسم (حيث أن لحم البقرغير مسموح بأكله وفقاً للكنسية الكاثوليكية خلال الصوم الكبير فإنه يستبدل).